# Mauritiusfalke
Der Mauritiusfalke (Falco punctatus) ist eine seltene, wildlebend nur auf der Insel Mauritius im Indischen Ozean vorkommende Falkenart. Die Art war 1974 nahezu ausgestorben, hat sich seitdem aber wieder erholt und wird (Stand 2016) von der IUCN als stark gefährdet (Endangered) eingestuft.

## Merkmale

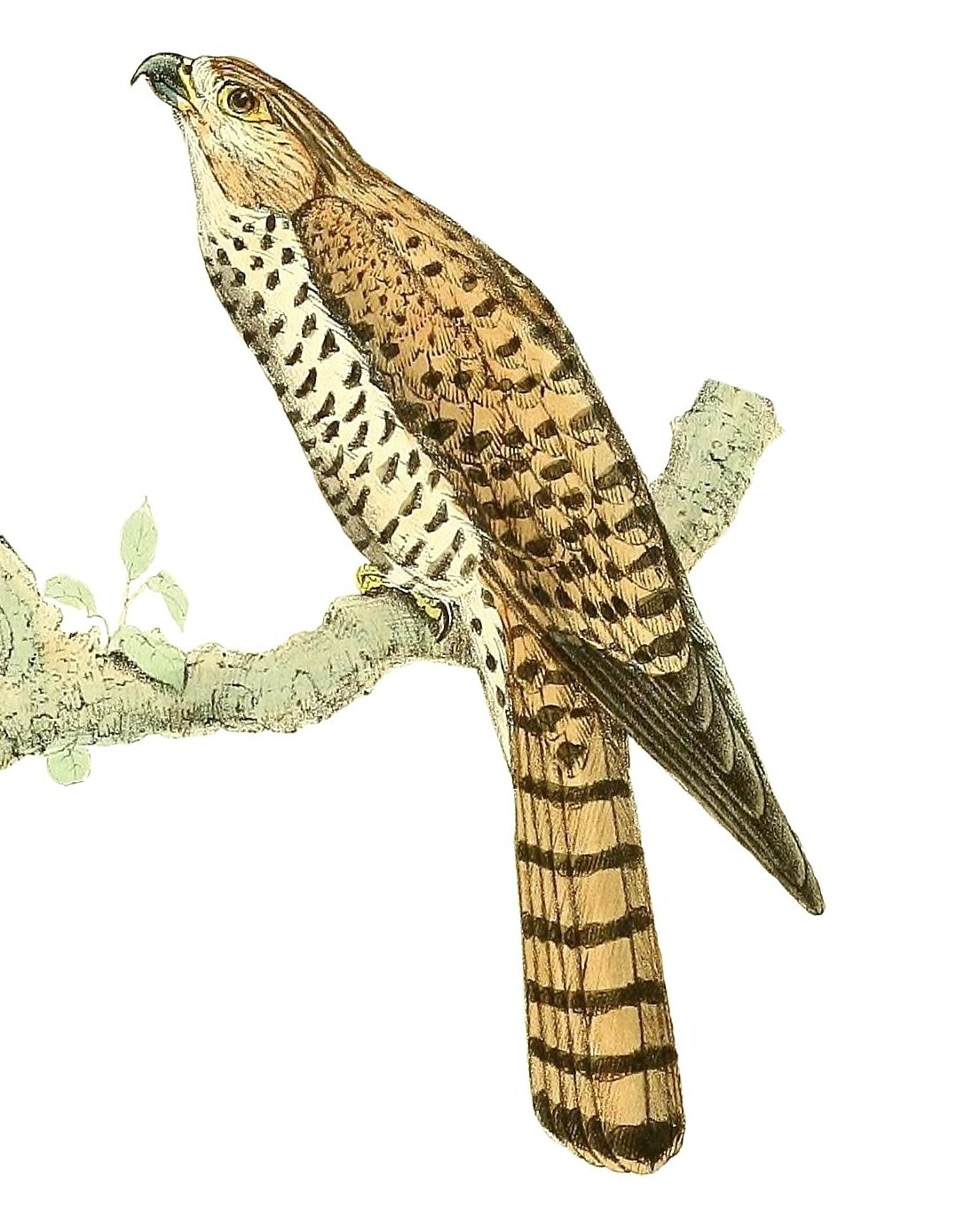
Illustration, 1868

Der Mauritiusfalke erreicht eine Länge von 20 bis 26 Zentimetern. Damit ist er ein kleiner Falke, wobei männliche Exemplare merklich kleiner sind als weibliche. Sein Gewicht beträgt zwischen 200 und 250 Gramm. Die Oberseite adulter Mauritiusfalken ist hell zimtbraun, Oberkopf bis Nacken und die Halsseiten sind schmal schwärzlich gestrichelt. Vom Mantel (Bereich zwischen Nacken und Schulterfedern) bis zu den Schulterfedern und Oberschwanzdecken ist er breit schwärzlich gebändert. Zügel, Wangen und Ohrdecken sind grau gelbbraun, zimtfarben meliert und dunkelbraun gestrichelt mit einem undeutlichen, schmalen dunklen Streifen. Kinn und Kehle sind blass sandfarben grau. Der Rest der Unterseite ist cremeweiß, gesprenkelt mit schwarzen, herzförmigen Flecken die an der Brust runder und kleiner, am Bauch mehr oval und an den Flanken breit pfeilspitzenförmig sind und den Mauritiusfalken unterseits manchmal fast gebändert erscheinen lassen.
Hand- und Armschwingen sind schwärzlich braun mit tief mit weiß eingekerbten Innenfahnen, die Armschwingen zimtbraun gebändert. Handdecken und Alula sind ebenfalls schwärzlich braun, Schirmfedern und große, mittlere und kleine Armdecken sind schwärzlich braun und zimtbraun gebändert. Die gelblichbraun weißen Unterflügeldecken und Achselfedern sind schwärzlich braun gefleckt. Die weißliche Unterseite der Schwingen zeigt eine dunkelbraune Bänderung. Der Schwanz ist zimtbraun, gebändert mit sieben oder acht schwarzen Bändern, wobei die Subterminalbinde das breiteste Band ist. Die Steuerfedern zeigen eine cremefarbene Endbinde, die Unterseite der Steuerfedern ist dunkelbraun und gräulich gebändert.
Der Schnabel ist blauschwarz, zur Basis ins blaugraue übergehend. Die Augen sind braun. Die Beine, Füße und Zehen sind blass gelbgrau oder gelbgrün mit schwarzen Klauen.
Weibchen sind den Männchen ähnlich, allerdings sind die Männchen stärker gefleckt. Die Zeichnung der Weibchen ist am Bauch und an den Flanken eher pfeilspitzenförmig, außerdem kann die Region um die Augenhöhle (periorbital) kobaltblau gefärbt sein. Jungvögel haben eine bläulich-graue Gesichtshaut, die nach einem Jahr in den Gelbton der Erwachsenen wechselt. Ansonsten sind die Jungvögel den adulten Vögeln ähnlich, lediglich die Bänderung am Schwanz ist etwas schmaler und die Zimtfärbung am Nacken heller. Die Bänderung an den Flanken ist bei ihnen weniger gut entwickelt.
Während des Fluges sind die Flügel rund und langgestreckt, der Schwanz ist schmal. Der Ruf des Mauritiusfalken ist toee tooee oder kürzer tooit tooit.

## Verbreitung
Der Mauritiusfalke ist auf Mauritius endemisch. Die Verbreitung ist zurzeit auf zwei Populationen beschränkt: eine südwestliche in und um den Black River George Nationalpark und eine östliche in den Bambou Mountains. Eine kleine Unterpopulation im Moka Range im Norden der Insel scheint ausgestorben zu sein. Die Art besiedelte Mauritius schon vor 1,9 – 2,6 Millionen Jahren, gegen Ende der mittleren vulkanischen Phase Mauritius.

## Lebensraum und Lebensweise
Ursprünglich lebte der Falke in einem immergrünen, subtropischen Primärwald. In der Gefangenschaft zeigte es sich, dass die Falken auch in lichterem Wald und offenen Flächen überleben können. Sie werden nicht mehr als reine Waldbewohner kategorisiert, sondern können auch im Grasland erfolgreich jagen. Sie scheinen landwirtschaftlich genutzte Flächen aber zu meiden; als Grund dafür wird das Fehlen größerer Bäume als Aussichtspunkt vermutet.
Die Beutetiere sind hauptsächlich Reptilien (90 %), verteilt auf die endemischen Taggeckos (82 %) und Agamen (8 %). Zusätzlich werden kleinere Vögel und Insekten gefangen. Seit ihrer Invasion zählen auch Mäuse und Spitzmäuse zum Nahrungsangebot. Die Beute wird oft erst nach kurzer Verfolgung gepackt. Dabei fliegt, hüpft und läuft der Mauritiusfalke zwischen den Ästen. Geckos versuchen dann im Zickzacklauf zu entkommen oder flüchten auf die andere Astseite, jedoch kann der Vogel bestens manövrieren und enge Kreise, kleiner als einen Meter im Durchmesser, fliegen. Beute am Boden wird durch Sturzflüge vom Aussichtspunkt oder im Gleiten beziehungsweise aus dem Flug geschlagen. Verfolgte Vögel können dem Falken meist entkommen und werden durch Überraschungsangriffe und kurze Jagd erbeutet.
Ihre Nester bauen die Falken normalerweise in vulkanischen Steinhöhlen, wahrscheinlich auch in Baumlöchern. Heutzutage finden sich aber auch Nester in den Vororten der menschlichen Ansiedlungen und bereitgestellten Nistkästen. Die Brutpaare sind während der Brutsaison monogam, selten brüten, mit geringerem Erfolg, ein Männchen und zwei Weibchen. Sie sind streng territorial, das Territorium wird das ganze Jahr verteidigt. Die normalerweise vier bis fünf braungesprenkelten, ovalen Eier werden in November oder Dezember gelegt und in 28 bis 35 Tagen hauptsächlich vom Weibchen ausgebrütet. Die Brutpflege dauert bis zu 35 Tage.
Die Art zeigt eine geringe Tendenz zur Migration. So wurden nach ihrer Freilassung 89 % der nistenden, beringten Vögel in weniger als 5 km Umkreis um den Ort ihrer Freilassung bzw. des Flüggewerdens entdeckt.

## Schutz und Bestand
Hauptsächliche Bedrohungen sind die Rodung der Wälder seit der Besiedelung der Insel durch Menschen. Mittlerweile sind nur noch 3 % der ursprünglichen Waldfläche vorhanden. Ein weiterer Rückgang der Population erfolgte in den 1950er bis 1960er Jahren durch Einsatz von Pestiziden in der Landwirtschaft und zur Bekämpfung der Malaria. 1974 gab es nur noch vier wildlebende Tiere, davon ein Brutpaar. In Gefangenschaft lebten zwei Vögel, die Art galt mit nur noch sechs Individuen als am stärksten vom Aussterben bedrohter Raubvogel der Welt.
Durch ein intensives Erhaltungszucht- und Auswilderungsprogramm konnte sich der wildlebende Bestand wieder erholen. Unterstützt wurde dies durch die Regierung von Mauritius, den Jersey Wildlife Preservation Trust International (heute: Durrell Wildlife Conservation Trust, Betreiber des Durrell Wildlife Park), der Mauritian Wildlife Foundation und The Peregrine Fund. Durch diese bis 1994 durchgeführten Aktionen wurden 331 Vögel ausgewildert. Danach wurde die Auswilderung eingestellt und der Bestand weiter beobachtet, da sich die Population stabilisierte. Die Art galt danach als gefährdet und gilt als Beispiel der erfolgreichen Erholung einer nahezu ausgestorbenen Spezies.
Geschätzt wurde der Bestand 2000 auf 500–800 Tiere, davon 145–200 Brutpaare. Diese lebten verteilt auf drei Populationen in den Bergketten im Norden, Osten und Südwesten von Mauritius. Bis zum Jahre 2012 schrumpfte der Bestand dann auf 300–400 Falken in freier Wildbahn. Weitere, im Jahr 2013 veröffentlichte Untersuchungen zeigten, dass der Bestand im südwestlichen Habitat weiter zurückgegangen ist, dort leben nun noch 120–150 Vögel bei 40–50 Brutpaaren. In jenem Bereich scheint es problematisch zu sein, geeignete Nistplätze zu finden, so dass die Falkenart sich nicht genug in die vorhandene Umgebung integrieren kann, um den Bestand zu sichern. Die Anzahl der Tiere im Osten liegt stabil bei 130–150 Falken, davon 40–50 Brutpaare. Die nördliche Population ist anscheinend wieder ausgestorben.
Aktuell problematisch für die Erhaltung der Art sind vor allem die vom Menschen eingeführten Tierarten wie Hausratte, Javaneraffe, Kleiner Mungo und Hauskatze. Zusätzlich schädigen importierte Pflanzenarten wie Baum der Reisenden, Erdbeer-Guave, Ligustrum robustum und Hiptage benghalensis das Habitat der Falken, da sie wahrscheinlich deren Jagd erschweren.
Auf längere Sicht kritisch ist der genetische Flaschenhals, unter dem die Art seit 1974 leidet.